# Alfio Vandi
Alfio Vandi (* 7. Dezember 1955 in Santarcangelo di Romagna, Region Emilia-Romagna) ist ein ehemaliger italienischer Radrennfahrer und Teammanager. Er war von 1976 bis 1988 als Profi aktiv.

## Sportliche Laufbahn
Vandi wurde 1976 Profi und konnte im ersten Jahr die Nachwuchswertung beim Giro d’Italia 1976 gewinnen sowie den siebten Gesamtplatz belegen. Im Folgejahr belegte er den vierten Platz beim Giro d’Italia 1977, Vierter bei Tirreno-Adriatico, Sechster bei der Lombardei-Rundfahrt und Neunter bei der Katalonien-Rundfahrt. 1978 beendete er den Giro d’Italia auf Platz 7, die Lombardei-Rundfahrt auf Platz 5, den Giro dell’Emilia und die Ruota d’Oro auf Platz 3 und den Giro dell’Appennino auf Platz 2. 1979 konnte er neben dem Sieg nur Platz 9 bei der Lombardei-Rundfahrt und jeweils Platz 12 bei der Tour de Romandie und dem Critérium du Dauphiné erzielen. 1980 war Platz 11 bei Tirreno-Adriatico sowie Platz 3 beim Giro dell’Appennino die besten Ergebnisse. 1981 wurde er erneut Siebter beim Giro d’Italia und konnte aufgrund seiner Siegen und guten Ergebnisse an der Weltmeisterschaft in Prag teilnehmen. 1982 konnte Vandi mit dritte Plätze beim Giro di Toscana und Giro di Romagna, Platz 5 bei der Lombardei-Rundfahrt, Platz 7 bei der Baskenland-Rundfahrt und Platz 12 beim Giro d’Italia erreichen. 1983 waren dritte Plätze bi der Coppa Placci und dem Giro di Fasassi die besten Ergebnisse. 1984 und 1985 war das beste Ergebnis ein siebter Platz bei der Lombardei-Rundfahrt 1985. 1986 verpasste er auf der 9. Etappe knapp den Etappensieg beim Giro d’Italia, belegte aber am Ende den 11. Platz in der Gesamtwertung. 1987 und 1988 konnte er keine nennenswerte Ergebnisse mehr erzielen. Nach der Saison 1988 beendete Vandi seine aktive Laufbahn als Fahrer und wechselte als Teammanager zum Team Ariostea.

## Erfolge
1976
- Giro del Veneto
- Nachwuchswertung Giro d’Italia

1977
- eine Etappe Tirreno-Adriatico

1979
- Mailand-Turin

1981
- Giro della Provincia di Reggio Calabria
- Memorial Gastone Nencini
- Coppa Placci

## Wichtige Platzierungen
| Grand Tour         | 1976 | 1977 | 1978 | 1979 | 1980 | 1981 | 1982 | 1983 | 1984 | 1985 | 1986 | 1987 | 1988 |
| ------------------ | ---- | ---- | ---- | ---- | ---- | ---- | ---- | ---- | ---- | ---- | ---- | ---- | ---- |
| Giro d’ItaliaGiro  | 7    | 4    | 7    | –    | –    | 7    | 12   | 21   | 17   | –    | 11   | 33   | 31   |
| Tour de FranceTour | –    | –    | –    | DNF  | –    | –    | –    | 39   | –    | –    | –    | –    | –    |

| Monument                 | 1976 | 1977 | 1978 | 1979 | 1980 | 1981 | 1982 | 1983 | 1984 | 1985 | 1986 | 1987 | 1988 |
| ------------------------ | ---- | ---- | ---- | ---- | ---- | ---- | ---- | ---- | ---- | ---- | ---- | ---- | ---- |
| Mailand–Sanremo          | 39   | 40   | 146  | 77   | 92   | 28   | 36   | 54   | –    | 78   | –    | –    | –    |
| Flandern-Rundfahrt       | –    | 19   | –    | –    | –    | –    | –    | –    | –    | –    | –    | –    | –    |
| Lüttich–Bastogne–Lüttich | –    | –    | –    | 25   | –    | –    | –    | –    | –    | –    | 26   | –    | –    |
| Lombardei-Rundfahrt      | 12   | 6    | 5    | 9    | –    | 16   | 5    | –    | –    | 7    | 31   | 24   | –    |